# Laas Unltd.
Laas Unltd. (* 25. Dezember 1981 in Gütersloh; bürgerlich Lars Daniel Hammerstein) ist ein deutscher Rapper aus Hamburg, von 2011 bis 2019 in Berlin und seither in Bietigheim-Bissingen wohnhaft.

## Biografie
Mit 15 Jahren fuhr Laas Unltd., damals noch Laas MC, auf Hip-Hop-Jams in Deutschland, um dort Gleichgesinnten zu begegnen und sich mit diesen auszutauschen. Durch seine Raps stieß der Rapper Rasputin, der damals gemeinsam mit dem Bielefelder Produzent Flaps die Gruppe Flara bildete, auf Laas. Flaps produzierte kurze Zeit später die EP Manche erzählen mir, ich solle ein Tape machen. Gemeinsam mit DJ Amir, Spontan, SD und Rano gründete Laas später die Formation Stammtisch. Diese veröffentlichte jedoch abgesehen von den Beats aus der Bude-Tapes und einem Produzentenalbum von DJ Amir nie ein gemeinsames Album. So folgte schon bald die Trennung der Rapcrew. Danach zog Laas 2003 zurück in seine Heimatstadt Hamburg, wo er neben seiner Aktivität als Rapper eine Ausbildung begann. In Hamburg wurde Laas Mitglied des Produzententeams Absturz City. Diese produzierten dann 2006 das Laas Kollaborationsalbum Meisterwerk, auf welchem auch Ex-Stammtisch-Mitglied Rano zu hören war.
Im Jahr 2007 erschien Laas’ Debütalbum Laas Unltd. Begins! über das Plattenlabel No Image Records. Kurz vor dieser Veröffentlichung stellte Laas Unltd. das Mixtape The Prequel, bestehend aus Freestyles und alten Liedern, zum kostenlosen Download zur Verfügung. Inzwischen schloss Laas Unltd. seine Ausbildung zum Erzieher ab. 2009 erschien die Fortsetzung des ersten Albums unter dem Titel 2.0 Action Rap. Am 12. November 2010 veröffentlichte Laas Unltd. das Soloalbum Backpack Inferno. Im Vorfeld der Veröffentlichung erschienen Videos zu den beiden Songs GZSZ und der Online-Single Backpack Inferno. Auf dem Album sind die Hip-Hop-Musiker Sido, Kool Savas, Harris, Kaas, Rawbird, CroniK und Coscash mit Gastbeiträgen vertreten.
Ende November 2010 war Laas Unltd. in eine Streitigkeit mit Kollegah (Felix Blume) verwickelt. Nach einer negativen Erwähnung in einem Interview Kollegahs veröffentlichte Laas Unltd. ein Video, in dem er Kollegah zu einem Rap-Battle aufforderte. Darauf veröffentlichte Kollegah das Lied Wer ist dieser Laas?, in welchem er jedoch nicht selbst, sondern der Rapper Headtrick, der die Stimmlage und den Stil Kollegahs imitiert, zu hören ist. Laas Unltd. antwortete mit dem Song Fick dich Felix und veröffentlichte ein T-Shirt mit dieser Aufschrift. Daraufhin veröffentlichte Kollegah ein T-Shirt für Frauen mit der Aufschrift „Fick mich Felix“.
Am 26. August 2011 veröffentlichte Laas Unltd. sein neues Soloalbum Blackbook, welches in der ersten Woche nach Veröffentlichung auf Platz 37 der deutschen Media-Control-Albumcharts einstieg. Sein nächstes Soloalbum Im Herzen Kind, das am 26. Oktober 2012 erschien, konnte sich nur noch auf dem 93. Platz der Media-Control-Albumcharts platzieren.
Am 16. Oktober 2013 trat er bei der Battlemania-Champions-League der Battlerap-Veranstaltung Rap am Mittwoch gegen Drob Dynamic an. Die beiden rappten jeweils drei Runden a cappella gegeneinander. Eine dreiköpfige Jury entschied das Battle mit 3:0 für Laas. Für seinen Auftritt erhielt er innerhalb der deutschen Rapszene von mehreren Seiten positive Reaktionen. Laas Unltd. veröffentlichte daraufhin am 14. März 2014 das Album Blackbook II, mit dem er in den deutschen Albumcharts Platz 41 erreichte.
Am 15. Januar 2016 erschien sein siebtes Album Daemon, das mit Platz 32 seinen höchsten Einstieg in die deutschen Albumcharts markierte.
Von Mai 2017 bis Frühjahr 2018 stand Laas Unltd. beim Musiklabel ersguterjunge unter Vertrag. Seit 2019 arbeitet er mit Shindy zusammen bei dessen Label Friends with Money. Am 21. August 2020 erschien sein achtes Soloalbum mit dem Titel Laas Man Standing als digitales Release.
Am im November 2021 erschienenen Album Bitches brauchen Rap von Shirin David war Laas Unltd. maßgeblich als Texter und Beatproduzent beteiligt. Ein Jahr später wurde er von Juicy Money Records, dem Plattenlabel von David, unter Vertrag genommen.

## Künstlernamen
Zu Beginn seiner Karriere trat Laas unter dem Namen Laas MC auf. Mit 19 Jahren änderte er seinen Künstlernamen zu Laas Minute um. Später nahm er den Namen Laas Unltd. an, da er der Meinung ist, sich nicht auf einen, spezifischen Bereich konzentrieren zu müssen und er somit unlimitiert sei. Daneben tritt er mit zahlreichen Pseudonymen wie Fat Lace, Sex Lace, Laasen, Lace Against The Machine, Jackenmann, Veggie Noble oder DBU in Erscheinung. Während seiner EGJ-Phase wurde er des Öfteren auch als Laas Abi bezeichnet.

## Diskografie
Alben
- 2007: Laas Unltd. Begins!
- 2009: 2.0 Action Rap
- 2010: Backpack Inferno
- 2011: Blackbook
- 2012: Im Herzen Kind
- 2014: Blackbook II
- 2016: Daemon
- 2020: Laas Man Standing
- 2024: Keiner darf Laas dissen

Kollaboalben
- 2006: Meisterwerk (mit Rano)

EPs
- 2001: Manche erzählen mir, ich sollte n Tape machen (EP)
- 2010: The Backpack EP (Online-EP)
- 2013: Im Herzen King (EP, auch als im Herzen Kind Black Edition mit Im Herzen Kind, Im Herzen Kind (Instrumental) und Im Herzen King EP)
- 2023: Get Rich or Die Writing (Online-EP)
- 2023: Can’t Stop won’t Stop (Online-EP)

Mixtapes
- 2007: The Prequel (Online-Mixtape)
- 2014: Blueberry Thai (Online-Mixtape)

Singles
- 2010: Backpack Inferno
- 2011: Star Wars (feat. Fler)
- 2015: Real Rap Stories
- 2015: Pumpa
- 2020: Mos Def
- 2020: AAA (mit Shindy; Rang 15 der deutschen Single-Trend-Charts am 24. Juli 2020[11])
- 2020: Craazy
- 2020: T.D.S
- 2022: Fler hat es mir beigebracht
- 2023: Ey Ey
- 2025: Bissu dumm ¿ (Megalodon Remix) (Bonez MC & Nate57 feat. AchtVier, AK 33, AK Ausserkontrolle, Azad, Big Toe, Caney030, Celo & Abdi, Crackaveli, Curse, Dardan, Die P, Eno, Finch, Frauenarzt, Hakan Abi, Haze, Jaill, Jan Delay, Jonesmann, Juju, Kaisa Natron, Kolja Goldstein, Kontra K, Kwam.E, Laas Unltd., LX, Makko, Massiv, MP Freshly, Nizi19, Olexesh, OTW, Reeperbahn Kareem, Sa4, Saliou, Samra, Sido, Silva, Sil3A, Ski Aggu, Tom Hengst, Vega, Veysel, Zined)

Autorenbeteiligungen
- 2013: 30-11-80 – Sido feat. Verschiedene Interpreten
- 2021: Ich darf das – Shirin David
- 2021: Lieben wir – Shirin David
- 2021: Be a Hoe/Break a Hoe – Shirin David feat. Kitty Kat
- 2021: Schlechtes Vorbild – Shirin David
- 2023: Lächel doch mal – Shirin David
- 2024: Bauch Beine Po – Shirin David
- 2024: It Girl – Shirin David feat. Sampagne
- 2024: Küss mich doch – Shirin David
- 2025: Atzen & Barbies – Shirin David feat. Ski Aggu

Sonstige
- 2008: Wir kenn’ dich nicht Reloaded (feat. Kool Savas, Franky Kubrick, Olli Banjo und Maeckes & Plan B) (Juice-Exclusive auf Juice-CD #93)
- 2009: Lyricist (Freetrack)
- 2009: Strassenfeger (Freetrack)
- 2009: Hamburg Anthem (Freetrack)
- 2009: Tribute to B.I.G. (Freetrack)
- 2009: Deutschland, guck Mal (Juice-Exclusive auf Juice-CD #95)
- 2009: Selbstkritik (Freetrack)
- 2009: Juice 2009 (Juice-Exclusive auf Juice-CD #100)
- 2009: Friedenstaube (feat. Faro) (Freetrack)
- 2009: Telefongangster (Strike Remix) (Freetrack)
- 2009: Neues Gesicht (Freetrack)
- 2009: Ol Dö Görls (Absturz City Remix) (feat. Harris) (Freetrack)
- 2010: Bitches vor mei'm Haus (Monroe Remix) (feat. Luxus Luther) (Freetrack)
- 2010: Ruckizuckizackzack (Freetrack)
- 2010: Spätzünder (Freetrack)
- 2010: Ich und meine Hater (Freetrack)
- 2010: 44 Bars Arbeitslos (Freetrack)
- 2010: Der Trick (Freetrack)
- 2010: Sag Was (feat. CroniK) (Freetrack)
- 2010: Tipsy (Freetrack)
- 2010: F.D.F. (Titel gegen Kollegah)
- 2016: Famebitch (feat. auf dem Album Vibe von Fler)
- 2016: Steinzeit (feat. Kool Savas & Karen Firley auf dem Album Essahdamus von Kool Savas)
- 2016: Laas Abi Skit (Skit auf dem Album Dreams von Shindy)
- 2017: Switch Stance (feat. auf dem Album Black Friday von Bushido)
- 2019: X-Wing Starfighter
- 2022: Chief Wiggum (feat. auf der EP Vibe Killer / Story of Ricky / Chief Wiggum von Gringo)

## Auszeichnungen
Hiphop.de Awards
- 2020: „Lyricist des Jahres“[12]